# هنری بی. انتونی
هنری بی. انتونی (به انگلیسی: Henry Bowen Anthony) سناتور سابق عضو حزب جمهوری‌خواه ایالات متحده آمریکا بود. وی در سال ۱۸۵۹ تا ۱۸۸۴ میلادی سناتور ایالت رود آیلند در سنای ایالات متحده آمریکا بود.